# Parthénios Ier de Constantinople

Parthénios  Ier de Constantinople (en grec : Παρθένιος Α΄) fut patriarche de Constantinople, du 1er juillet 1639 à avant le 8 septembre 1644.